# Stazione di Vibo Marina
Stazione di Vibo Marina vasútállomás Olaszországban, Vibo Marina településen.

## Vasútvonalak
Az állomást az alábbi vasútvonalak érintik:
- Battipaglia–Reggio di Calabria-vasútvonal

## Kapcsolódó állomások
A vasútállomáshoz az alábbi állomások vannak a legközelebb:
- Stazione di Pizzo
- Stazione di Briatico